# 阿勒斯巴赫河 (金齊希河支流，施呂希滕)
50°19′32″N 9°29′22″E / 50.32556°N 9.48944°E

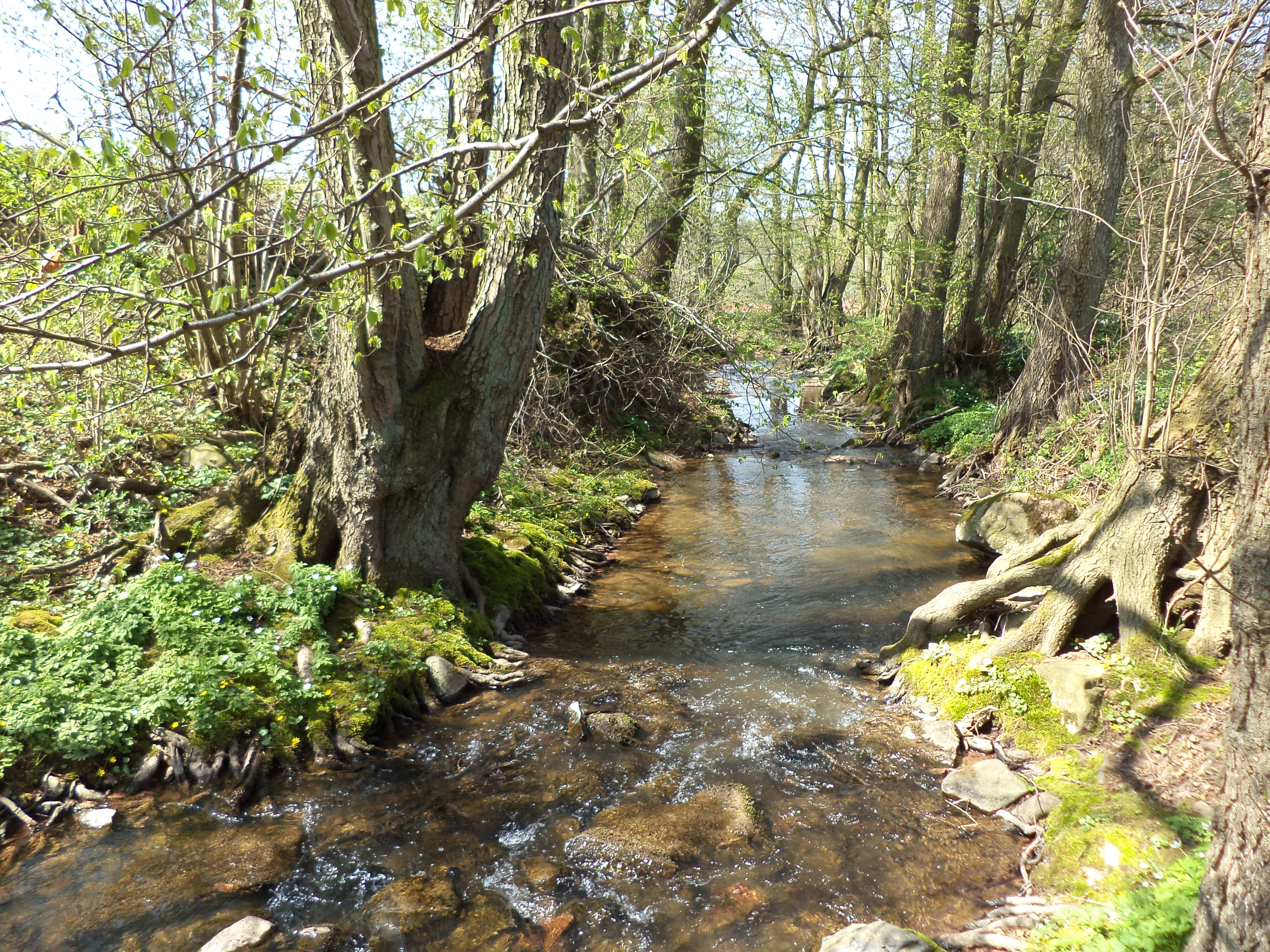

阿勒斯巴赫河（德語：Ahlersbach），是德國的河流，位於該國中部，由黑森州負責管轄，屬於金齊希河的左支流，河道全長4.6公里，流域面積11.2平方公里。